# Cantó de Mortrée
El cantó de Mortrée és un cantó francès del departament de l'Orne, situat al districte d'Argentan. Té 13 municipis i el cap es Mortrée.

## Municipis
- Almenêches
- La Bellière
- Boissei-la-Lande
- Le Château-d'Almenêches
- Francheville
- Marcei
- Marmouillé
- Médavy
- Montmerrei
- Mortrée
- Saint-Christophe-le-Jajolet
- Saint-Loyer-des-Champs
- Vrigny

## Història
| Data d'elecció                           | Identitat        | Partit                     | Qualitat |
| ---------------------------------------- | ---------------- | -------------------------- | -------- |
| 1945-1955                                | M. Chevreuil     | Divers gauche              |          |
| 1955-1961                                | M. Lépicier      | Divers droite              |          |
| 1961-1967                                | M. Hébrard       | Divers droite              |          |
| 1967-19..                                | Gérard Sillières | Divers droite, després RPR |          |
| 19..-1998                                | Paul Jarlaud     | Divers droite              |          |
| 1998-                                    | Claude Duval     | Divers gauche              |          |
| les dades anteriors no són pas conegudes |                  |                            |          |
|                                          |                  |                            |          |

## Demografia
| A partir de 1990: Població sense dobles comptes |